# Торр
Торр — позасистемна одиниця тиску, названа на честь італійського фізика і математика Еванджелісти Торрічеллі.
1 Торр = {\displaystyle 1/760} атм. = {\displaystyle 101325/760} Па ≈ 133,322368421 Па
1 Торр ≈ 0,999999857533699 мм рт. ст.
Історично один торр мав бути таким самим, як один «Міліметр ртутного стовпа», але наступні перегляди обох одиниць зробили їх дещо різними (менше ніж на 0,000015 %). Торр не є частиною Міжнародної системи одиниць (SI), але його часто поєднують з метричним префіксом мілі, щоб назвати один міліторр (мТорр), або 0,001 Торр.